# Ислер, Габриэла
Мария Габриэла Ислер (исп. María Gabriela Isler; р. 21 марта 1988, Валенсия, Венесуэла) — венесуэльская модель, победительница международного конкурса красоты «Мисс Вселенная 2013». Ислер стала седьмой венесуэлкой — победительницей конкурса «Мисс Вселенная» (по этому показателю венесуэлки на втором месте после американок с их восемью коронами).

## Личная жизнь
Убеждённая католичка, Габриэла Ислер родилась в венесуэльском городе Валенсия, но с самого детства жила и училась в Маракае. Она имеет степень бакалавра по менеджменту и маркетингу. Габриэла Ислер работает на телевидении, увлекается фламенко.
Дедушка Габриэлы Ислер родом из швейцарского города Лозанна. 50 лет назад он переехал в Каракас и женился там на немке.

## Участие в конкурсах красоты
На конкурсе «Мисс Венесуэла 2012», который состоялся 30 августа 2012 года в столице Венесуэлы Каракасе, Габриэла Ислер представляла штат Гуарико. Она одержала победу и получила право представлять свою страну в конкурсе «Мисс Вселенная 2013».
9 ноября 2013 года в Москве в Crocus City Hall состоялся конкурс «Мисс Вселенная 2013». Габриэла Ислер одержала на нём победу, став седьмой представительницей Венесуэлы — обладательницей короны «Мисс Вселенная».
2025 году объявила что она покинет свой пост директора по коммуникациям и обучению организации «Мисс Венесуэла».

## Личная жизнь
20 августа 2011 года у неё начались отношения с бизнесменом Альберто Даниэлем Фигероа из Тачиры. 13 июня 2017 года она объявила, что они обручились в марте того же года; во время поездки на архипелаг Лос-Рокес на свой 29-й день рождения. 23 марта 2018 года они поженились в Пампаторе, на острове Маргарита. 21 марта 2021 года, в свой 33-й день рождения, она объявила о своей первой беременности. 19 апреля она сообщила, что это будет мальчик. 10 октября она объявила, что родила Хоакина 1-го числа того же месяца в Валенсии, Венесуэла. 9 февраля 2025 года она объявила, что снова беременна. 12 февраля она сообщила в радиопрограмме Ширли Варнадь «Shirley Radio», что в 2024 году у нее случился выкидыш. 16 февраля она сообщила, что у нее будет девочка.